# Pironă

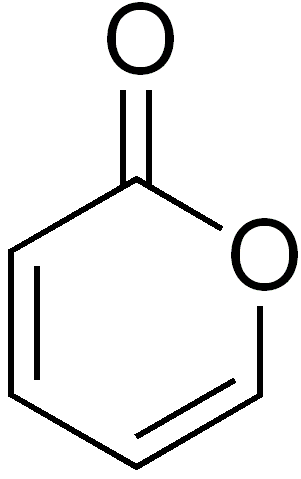
2-pironă

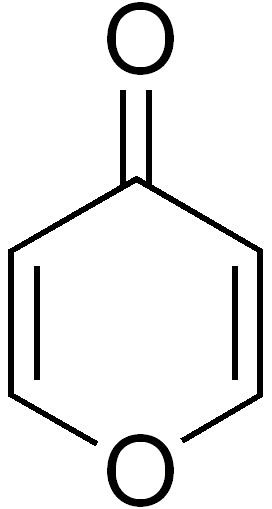
4-pironă

Pironele sau piranonele sunt o clasă de compuși heterociclici formați dintr-un nucleu hexaatomic nesaturat, cu grupă funcțională cetonă. Cei doi izomeri posibili sunt 2-pironă (derivați: cumarine) și 4-pironă (derivați: cromone, maltol, acid kojic). 